# سينديكاتوم
شركة سينديكاتوم للطاقة المتجددة هي شركة متخصصة في مجال الطاقة المتجددة تركّز عملها على قارة آسيا، و يوجد مقرها الرئيسي في سنغافورة . و تعد سينديكاتوم للطاقة المتجددة شركة مطوِّرة ومالكة ومشغلة لمشاريع الطاقة النظيفة بصورة رئيسية في الهند وإندونيسيا وتايلاند والفلبين.  و نقلت شركة سينديكاتوم مقرها الرئيسي من لندن إلى سنغافورة سنة 2009 لتكون أقرب إلى أصولها، و التي تقع غالبيتها في منطقة آسيا.
تقوم شركة سنديكاتوم بتمويل مشاريعها و تنفيذها وتطبيق التقنيات الحديثة عليها ، ويضطلع بذلك فريقها المكوّن من مهندسين وفنيين و متخصصين في تغيّر المناخ الذين يعملون في عدد من أسواق الطاقة المتجددة ويهدف هذا الفريق إلى تحديد الفرص وتطوير الحلول وتنفيذ المشاريع والإشراف على تشغيلها.
في عام 2018، أصدرت شركة سينديكاتوم سندات خضراء بقيمة 60 مليون دولار أمريكي تم إدراجها في بورصة لندن للأوراق المالية. 
يوجد المقر الرئيسي لشركة سينديكاتوم في سنغافورة كما أن لديها وحدات أعمال ومكاتب في نيودلهي وبانكوك وجاكرتا ولندن وبكين وتايوان والفلبين .

## الجوائز
حازت شركة سينديكاتوم على الجوائز التالية:
- جوائز التمويل الدولية، أكثر شركات الطاقة استدامة - سنغافورة وأكثر شركات الطاقة المتجددة ابتكاراً، في سنغافورة دجنبر 2018 
-جوائز الأعمال المستدامة في سنغافورة لأفضل مؤسسة صغيرة ومتوسطة، كما حصلت على اعتراف خاص بأدائها في مجال استخدام الأراضي وحماية التنوع البيولوجي، يوليوز 2018 
-جائزة القمة السنغافورية للحكامة المؤسسية المستدامة للأعمال المستدامة (فئة الشركات الصغيرة والمتوسطة)، نوفمبر 2017
- جائزة سفير العالم الأخضر من منظمة البيئة الخضراء، يونيو 2015 
-جوائز الطاقة في تايلاند 2014 لمشاريع الطاقة المتجددة المرتبطة بنظام النقل (متصلة بالشبكة)، دجنبر 2014 
-جوائز سوق التمويل البيئي لعام 2014، أفضل مطور للمشروع وأفضل مبتكر أساسي، ديسمبر 2014 
- جوائز سفير العالم الأخضر والتفاحة الخضراء من منظمة البيئة الخضراء، لالتزامها بإنتاج الطاقة النظيفة واسع النطاق وخفض انبعاثات الغازات الدفيئة،نونبر 2014 
-جائزة سنغافورة للاستدامة (فئة الشركات الصغيرة والمتوسطة) من اتحاد الأعمال السنغافوري، أكتوبر 2014 
- جائزة الريادة في الاستدامة ضمن حفل توزيع جوائز الأعمال السنوية الخامسة عشر لغرفة التجارة البريطانية في سنغافورة، أكتوبر 2014 
-جوائز آسيان للطاقة 2014 ضمن فئة "متصل بالشبكة - الشبكة الوطنية" لجوائز مشاريع الطاقة المتجددة، وذلك لمشاريعها التايلاندية لتحويل غاز مدافن النفايات إلى طاقة، أكتوبر 
-جائزة "التميز في الطاقة" المقدمة من معهد الطاقة الخاص بمشروع دويربينغ في الصين عام 2012. و هو المشروع التابع لشركة سينديكاتوم من أجل تحسين استرداد الطاقة من الغازات المنبعثة من منجم للفحم كانت تُطلق سابقا إلى الغلاف الجوي. و تنافست شركة سينديكاتوم مع شركة غلاكسو سميث كلاين، والشبكة الوطنية في المملكة المتحدة، إضافة إلى شركات أخرى. كما حازت مجموعة سينديكاتوم للموارد المستدامة على جائزة الأعمال للسلع الأساسية لعام 2012 للتميز في أسواق الطاقة المتجددة، إضافة إلى تنويهات خاصة للتميز في أسواق الانبعاثات والتميز في السياسة والاستشارات. تنافست شركة سينديكاتوم مع شركة إي دي إف، ومورغان ستانلي، وتومسون رويترز بوينت كاربون، وعديد من الشركات الأخرى. 
- شملت الجوائز التي حازت عليها شركة سينديكاتوم في عام 2011 على جائزة التميز في أسواق الطاقة المتجددة وتنويه خاص في فئة سياسة أسواق السلع الأساسية والاستشارات من جوائز الأعمال للسلع الأساسية، وجوائز الأعمال الخضراء للطاقة المتجددة وخفض الكربون.،  و جائزة صفقة التمويل الكربوني للعام من مجلة التمويل البيئي، وجائزة أكثر القادة المؤسسيين تقدمية من جمعية الاستثمار المستدام والمسؤول في آسيا أو ASrIA،  والتي مُنحت لأسعد وجدي رزوق ، الرئيس التنفيذي للمجموعة.

## ملحوظات
1. ↑  "Sindicatum Sustainable Resources". مؤرشف من الأصل في 2025-05-30.
2. ↑  "London Stock Exchange welcomes Sindicatum Renewable Energy Company Pte limited | LSEG". مؤرشف من الأصل في 2021-10-20.
3. ↑  "Sindicatum wins 2018 International Finance Utility/Energy Awards". International Finance. 1 ديسمبر 2019. مؤرشف من الأصل في 2021-03-03.
4. ↑  "Sustainable Business Awards Singapore". Global Initiatives. 1 يوليو 2018. مؤرشف من الأصل في 2019-03-22.
5. ↑  "Minding sustainability in business". The Straits Times. 9 نوفمبر 2017.
6. ↑  "The Green Organisation's Green World Ambassador Award". The Green Organization. 1 يونيو 2015. مؤرشف من الأصل في 2019-03-22.
7. ↑  "Thailand Energy Awards". Thailand Energy Awards. 1 ديسمبر 2014. مؤرشف من الأصل في 2025-01-22.
8. ↑  "Annual Market Rankings winners announced". Environmental Finance. 1 ديسمبر 2014. مؤرشف من الأصل في 2025-03-27.
9. ↑  "The Green Organisation's Green World Ambassador and Green Apple Awards". The Green Organisation. 1 نوفمبر 2014. مؤرشف من الأصل في 2019-03-22.
10. ↑  "Singapore Sustainability Award". Singapore Business Federation. 1 أكتوبر 2014. مؤرشف من الأصل في 2025-06-09.
11. ↑  "Leadership in Sustainability award". British Chamber of Commerce Singapore. 1 أكتوبر 2014. مؤرشف من الأصل في 2024-06-25.
12. ↑  "ASEAN Energy Awards 2014". ASEAN Center for Energy. 1 أكتوبر 2014. مؤرشف من الأصل في 2025-06-04.
13. ↑  "Sindicatum wins multiple energy awards". Eco-Business. 17 نوفمبر 2012. مؤرشف من الأصل في 2024-09-09.
14. ↑  "Green Business Awards double for Sindicatum". Efficient Energy. 3 نوفمبر 2011. مؤرشف من الأصل في 2016-03-03.
15. ↑  "Sindicatum CEO wins ASrIA award for Most Progressive Corporate Leader". Eco-Business. 4 أكتوبر 2011. مؤرشف من الأصل في 2025-02-07.